# سارا ادوارسون
سارا ادوارسون (انگلیسی: Sara Edwardsson؛ زادهٔ ۲۴ ژوئن ۱۹۷۱) خواننده، هنرپیشه، و مجری تلویزیون اهل سوئد است.